# Österreichische Fußball-Frauenmeisterschaft 1996/97
Die österreichische Fußball-Frauenmeisterschaft wurde 1996/97 zum 25. Mal nach der 35-jährigen Pause zwischen 1938 und 1972 ausgetragen. Die höchste Spielklasse ist die Frauen-Bundesliga und wurde zum 15. Mal durchgeführt. Die zweithöchste Spielklasse, in dieser Saison die 18. Auflage, wurde in zwei regionale Ligen unterteilt, wobei die 2. Division Ost als auch die Regionalliga West zum 3. Mal ausgetragen wurde.
Österreichischer Fußballmeister wurde zum zehnten Mal USC Landhaus. Die Meister der zweithöchsten Spielklasse wurden SV Neulengbach (Ost) und Innsbrucker AC (West).

## Erste Leistungsstufe – Frauen-Bundesliga

### Modus
Jedes Team spielte gegen jedes andere viermal in insgesamt 20 Runden. Ein Sieg wurde mit drei Punkten belohnt, ein Unentschieden mit einem Zähler.

### Saisonverlauf
Die Liga setzte sich, anders als im Vorjahr, als acht Vereine teilnahmen, aus sechs Teams zusammen, da die beiden Klubs SC Neunkirchen und First Vienna FC 1894 abgestiegen waren und keine Mannschaft aufstieg. Der Modus wurde in diesem Jahr wieder auf einen Grunddurchgang zurückgeändert. Meister wurde in der höchsten Spielklasse die USC Landhaus, die damit insgesamt ihren zehnten Titel gewann. Diese Meisterschaft gab es keinen Absteiger.

### Abschlusstabelle
Die Meisterschaft endete mit folgendem Ergebnis:
| Pl.                                                | Verein                    | Sp. | S  | U | N  | Tore    | Diff. | Punkte |
| -------------------------------------------------- | ------------------------- | --- | -- | - | -- | ------- | ----- | ------ |
| 1.                                                 | USC Landhaus              | 20  | 18 | 2 | 0  | 087:140 | +73   | 56     |
| 2.                                                 | Union Kleinmünchen (M, C) | 20  | 12 | 2 | 6  | 056:330 | +23   | 38     |
| 3.                                                 | ASV Vösendorf             | 20  | 8  | 4 | 8  | 045:400 | +5    | 28     |
| 4.                                                 | 1. DFC Leoben             | 21  | 7  | 2 | 12 | 032:480 | −16   | 23     |
| 5.                                                 | DFC Heidenreichstein      | 20  | 6  | 3 | 11 | 022:380 | −16   | 21     |
| 6.                                                 | ESV Süd-Ost               | 20  | 2  | 1 | 17 | 016:850 | −69   | 07     |
| Stand: Endstand. Quelle: NOeFV, Union Kleinmünchen |                           |     |    |   |    |         |       |        |

| (M) | Österreichischer Fußball-Frauenmeister 1995/96 |
| (C) | ÖFB-Ladies-Cup-Sieger 1995/96                  |

Aufsteiger
- 2. Division Ost: SV Neulengbach
- Regionalliga West: Innsbrucker AC

## Zweite Leistungsstufe
Die zweite Leistungsstufe wird in zwei regionalen Gruppen ausgespielt: 2. Division Ost und Regionalliga West.
Die zweite Leistungsstufe bestand aus zwei Ligen, getrennt nach Regionen:
- 2. Division Ost mit den Vereinen aus Niederösterreich (NÖFV) und Wien (WFV) und
- Regionalliga West mit den Vereinen aus Tirol (TFV) und Vorarlberg (VFV).

### 2. Division Ost

#### Modus
Jeder spielte gegen jeden zweimal in 16 Runden. Ein Sieg wurde mit drei Punkten belohnt, ein Unentschieden mit einem Zähler.

#### Saisonverlauf
Die Liga setzte sich gegenüber dem Vorjahr, in dem acht Vereine teilnahmen, aus zehn Teams zusammen. Im Vergleich zum letzten Jahr waren in dieser Meisterschaft die abgestiegenen Klubs SC Neunkirchen und die First Vienna FC 1894 sowie der SV Neulengbach anstatt des DFC Pellendorf neu vertreten. Jeder spielte gegen jeden zweimal in 18 Runden. Ein Sieg wurde mit drei Punkten belohnt, ein Unentschieden mit einem Zähler. Da der SC Neunkirchen während der Saison ausschied, wurden alle anschließenden Spiele mit einer Niederlage und Torverhältnis von 0:0 gewertet. Da die B-Mannschaft von der USC Landhaus außer Konkurrent antrat, wurden jene Begegnungen in der Gesamttabelle nicht berücksichtigt, wodurch die neun Teams, die um den Aufstiegsplatz spielten zwar 18 Runden absolvierten, aber nur 16 Runden für die Meisterschaft angerechnet wurden. Meister der 2. Division Ost wurde in dieser Saison der SV Neulengbach, der somit nach nur einem Jahr im österreichischen Frauenfußball in der höchsten Spielklasse vertreten sein wird.

#### Abschlusstabelle
Die Meisterschaft endete mit folgendem Ergebnis:
| Pl.                            | Verein                        | Sp. | S  | U | N  | Tore    | Diff. | Punkte |
| ------------------------------ | ----------------------------- | --- | -- | - | -- | ------- | ----- | ------ |
| 1.                             | SV Neulengbach 2DO1           | 16  | 15 | 1 | 0  | 091:600 | +85   | 46     |
| 2.                             | ATSV Deutsch-Wagram           | 16  | 13 | 2 | 1  | 068:220 | +46   | 41     |
| 3.                             | First Vienna FC 1894 2DO2 (A) | 16  | 9  | 1 | 6  | 051:390 | +12   | 28     |
| 4.                             | DFC Obersdorf                 | 16  | 8  | 2 | 6  | 044:240 | +20   | 26     |
| 5.                             | SV Donau                      | 16  | 5  | 1 | 10 | 025:490 | −24   | 16     |
| 6.                             | SC Neunkirchen (A)            | 16  | 5  | 0 | 11 | 020:380 | −18   | 15     |
| 7.                             | DFV Juwelen Janecka           | 16  | 5  | 0 | 11 | 024:500 | −26   | 15     |
| 8.                             | SC Brunn am Gebirge           | 16  | 4  | 1 | 11 | 020:780 | −58   | 13     |
| 9.                             | SV Horn                       | 16  | 3  | 2 | 11 | 018:550 | −37   | 11     |
| 0.                             | USC Landhaus II 2DO3 (N)      | 18  | 4  | 3 | 11 | 021:830 | −62   | 15     |
| Stand: Endstand. Quelle: NOeFV |                               |     |    |   |    |         |       |        |

| (A) | Absteiger der Saison 1995/96 |

Aufsteiger
- Niederösterreich: SC Stattersdorf
- Wien: FC Hellas Kagran

### Regionalliga West

#### Modus
Die Liga bestand aus vier Vereinen, die in 4 Durchgängen, zwei Hin- und Rückrunden, gegeneinander spielten. So wurden in 12 Runden der Meister der Regionalliga West ermittelt.

#### Saisonverlauf
Die Regionalliga West begann am 14. September 1996 und endete am 31. Mai 1997 mit der 12. Runde. Auftaktspiel war die Begegnung zwischen dem RW Rankweil und dem Innsbrucker AC. Meister wurde der Innsbrucker AC, der in die Frauen-Bundesliga aufstieg. SK Zirl wurde Letzter.

#### Abschlusstabelle
Die Meisterschaft endete mit folgendem Ergebnis:
| Pl.                          | Verein         | Sp. | S | U | N | Tore    | Diff. | Punkte |
| ---------------------------- | -------------- | --- | - | - | - | ------- | ----- | ------ |
| 1.                           | Innsbrucker AC | 12  | 7 | 0 | 5 | 032:200 | +12   | 21     |
| 2.                           | RW Rankweil    | 12  | 6 | 2 | 4 | 027:210 | +6    | 20     |
| 3.                           | FC Schwarzach  | 12  | 5 | 3 | 4 | 027:200 | +7    | 18     |
| 4.                           | SK Zirl (N)    | 12  | 2 | 3 | 7 | 015:400 | −25   | 09     |
| Stand: Endstand. Quelle: TFV |                |     |   |   |   |         |       |        |

| (N) | Neueinsteiger der Saison 1995/96 |

Aufsteiger
- Tirol: keiner
- Vorarlberg: Schwarz-Weiß Bregenz, FC Egg, FC Dornbirn 1913, FC St. Gallenkirch, FC Mäder

## Dritte Leistungsstufe

### NÖ Frauenliga
Es sind die ersten Aufzeichnungen einer Frauenliga in Niederösterreich.

#### Modus
Die Liga bestand aus acht Vereinen, die in einer Hin- und einer Rückrunde gegeneinander spielten. So wurden in 14 Runden der Meister der NÖ Frauenliga ermittelt.

#### Saisonverlauf
Die Liga setzte sich aus insgesamt acht Vereinen zusammen, die alle Interesse zeigten an einer niederösterreichischen Meisterschaft teilzunehmen. Meister wurde in dieser Saison SC Stattersdorf, der berechtigt ist in die höhere Spielklasse, 2. Division Ost, aufzusteigen. SV Albrechtsberg stieg in die untere Spielklasse ab.

#### Abschlusstabelle
Die Meisterschaft endete mit folgendem Ergebnis:
| Pl.                            | Verein                  | Sp. | S  | U | N | Tore    | Diff. | Punkte |
| ------------------------------ | ----------------------- | --- | -- | - | - | ------- | ----- | ------ |
| 1.                             | SC Stattersdorf         | 14  | 14 | 0 | 0 | 073:700 | +66   | 42     |
| 2.                             | SV Böheimkirchen        | 14  | 11 | 0 | 3 | 065:140 | +51   | 33     |
| 3.                             | SG Ardagger/Neustadtl   | 14  | 10 | 0 | 4 | 062:150 | +47   | 30     |
| 4.                             | DFC Rohrbach/Gölsen     | 14  | 6  | 2 | 6 | 033:360 | −3    | 20     |
| 5.                             | SC Moosbrunn            | 14  | 5  | 2 | 7 | 016:350 | −19   | 17     |
| 6.                             | SCU Kottes              | 14  | 4  | 1 | 9 | 022:450 | −23   | 13     |
| 7.                             | SV Albrechtsberg        | 14  | 1  | 4 | 9 | 009:500 | −41   | 07     |
| 8.                             | SV Karlstetten/Neidling | 4   | 0  | 1 | 3 | 007:850 | −78   | 01     |
| Stand: Endstand. Quelle: NOeFV |                         |     |    |   |   |         |       |        |

Aufsteiger
- keiner

### Tiroler Liga Damen
Es liegen keine Aufzeichnungen über eine Austragung des Wettbewerbes vor. Wahrscheinlich wurde wie schon in der Vorsaison keine Meisterschaft ausgetragen.

### Vorarlberg Landesliga Damen
Es liegen keine Aufzeichnungen über eine Austragung des Wettbewerbes vor. In die Regionalliga West Damen stiegen Schwarz-Weiß Bregenz, FC Dornbirn 1913, FC Egg, FC St. Gallenkirch und FC Mäder auf.

## Meisterschaften in den Bundesländern

### OÖ. Frauenfußball Landesliga

#### Modus
Die Liga bestand aus sechs Vereinen, die in eine Hin- und eine Rückrunde und nochmals eine Hinrunde gegeneinander spielten. So wurden in 15 Runden der Meister der Oberösterreichischen Frauenliga ermittelt.

#### Saisonverlauf
Die Liga setzte sich gegenüber dem Vorjahr wieder aus sechs Klubs zusammen, denn der FC Münzkirchen war nicht dabei, stattdessen spielte erstmals die Union Tumeltsham mit. Sieger wurde in dieser Saison die 2. Damenmannschaft des Union Kleinmünchen, der Meister der OÖ. Frauenfußball Landesliga wurde der SV Garsten, die jedoch nicht berechtigt waren nächste Saison in der höchsten Spielklasse zu spielen. Union Tumeltsham stieg in die untere Spielklasse ab.

#### Abschlusstabelle
Die Meisterschaft endete mit folgendem Ergebnis:
| Pl.                          | Verein                   | Sp. | S  | U | N  | Tore    | Diff. | Punkte |
| ---------------------------- | ------------------------ | --- | -- | - | -- | ------- | ----- | ------ |
| 1.                           | Union Kleinmünchen II    | 15  | 12 | 1 | 2  | 058:110 | +47   | 37     |
| 2.                           | SV Garsten               | 15  | 10 | 2 | 3  | 065:170 | +48   | 32     |
| 3.                           | ATSV Sattledt            | 15  | 10 | 2 | 3  | 049:190 | +30   | 32     |
| 4.                           | Union Tumeltsham (N)     | 15  | 3  | 2 | 10 | 014:880 | −74   | 11     |
| 5.                           | SV Taufkirchen/Pram      | 15  | 3  | 1 | 11 | 019:390 | −20   | 10     |
| 6.                           | Union Babenberg Linz Süd | 15  | 1  | 4 | 10 | 017:480 | −31   | 07     |
| Stand: Endstand. Quelle: OFV |                          |     |    |   |    |         |       |        |

| (N) | Neueinsteiger der Saison 1995/96 |

Aufsteiger
- FC Münzkirchen
- UFC Peterskirchen/Andrichsfurt

### Salzburger Landesliga

#### Modus
Die Liga bestand aus sieben Vereinen, die in einer Hin- und einer Rückrunde gegeneinander spielten. So wurden in 12 Runden der Meister der Salzburger Landesliga ermittelt.

#### Saisonverlauf
Die Liga setzte sich gegenüber dem Vorjahr wieder aus sieben Klubs zusammen, denn die USV Ebenau waren nicht dabei, stattdessen spielte erstmals SK/FFC Bruck mit. Meister wurde in dieser Saison wie im Vorjahr ESV-ASKÖ Saalfelden-Harham, die jedoch nicht berechtigt ist nächste Saison in der höchsten Spielklasse zu spielen. USV 1960 Berndorf löste ihre Damenmannschaft am Saisonende auf.

#### Abschlusstabelle
Die Meisterschaft endete mit folgendem Ergebnis:
| Pl.                                    | Verein                     | Sp. | S  | U | N  | Tore    | Diff. | Punkte |
| -------------------------------------- | -------------------------- | --- | -- | - | -- | ------- | ----- | ------ |
| 1.                                     | ESV-ASKÖ Saalfelden-Harham | 12  | 11 | 1 | 0  | 067:100 | +66   | 34     |
| 2.                                     | DFC Anthering              | 12  | 9  | 1 | 2  | 042:900 | +33   | 28     |
| 3.                                     | USV Leopoldskron-Moos      | 12  | 9  | 0 | 3  | 058:600 | +52   | 27     |
| 4.                                     | USC Mariapfarr-Weißpriach  | 12  | 4  | 1 | 7  | 023:360 | −13   | 13     |
| 5.                                     | 1. Halleiner SK            | 12  | 4  | 0 | 8  | 014:430 | −29   | 12     |
| 6.                                     | SK/FFC Bruck (N)           | 12  | 3  | 1 | 8  | 017:570 | −40   | 10     |
| 7.                                     | USV 1960 Berndorf SL1      | 12  | 0  | 0 | 12 | 010:790 | −69   | 0      |
| Stand: Endstand. Quelle: Salzburg Wiki |                            |     |    |   |    |         |       |        |

| (N) | Neueinsteiger der Saison 1995/96 |

Aufsteiger
- FC Bad Gastein

#### Torschützenliste
- 16 Tore: Sandra Huber (ESV Saalfelden-Harham)
- 12 Tore: Christine Lerchl (ESV Saalfelden-Harham)
- 12 Tore: Sabine Mühlberger (ESV Saalfelden-Harham)
- 12 Tore: Sonja Eichinger (USV Leopoldskron-Moos)
- 11 Tore: Karoline Maric (USV Leopoldskron-Moos)